# استیو مک‌اینتایر
استیو مک‌اینتایر (به انگلیسی: Steve McIntyre) (زاده ۲۸ می ۱۹۷۴) یک مهندس نرم‌افزار و همچنین یکی از توسعه‌دهندگان طولانی‌مدت پروژه دبیان بود. او در ویگان انگلیس زاده شد و هم‌اکنون در کمبریج زندگی می‌کند و در شرکت آرم هولدینگز مشغول به کار است. عمده مشارکت‌های او در دبیان در زمینه ایجاد ایمیج‌های سی‌دی/دی‌وی‌دی بود. او رهبر تیم debian-cd است و مسئول تولید کردن دیسک‌های رسمی دبیان است. مک‌اینتایر در سال‌های ۲۰۰۶ و ۲۰۰۷ برای پست رهبر پروژه دبیان کاندید شد اما موفق نشد این پست را بدست آورد. در سال ۲۰۰۸ محددا کاندید شد و این بار به این مقام منصوب شد و در سال ۲۰۰۹ هم مجدداً رهبری او برای تیم دبیان ادامه پیدا کرد. او در سال ۲۰۱۰ دیگر کاندید نشد و استفانو زاکیرولی به این منصب رسید.